# Борман, Герда
Герда Борман (нем. Gerda Bormann; урождённая — Герда Бух (нем. Gerda Buch); 23 октября 1909, Констанц — 23 марта 1946, Мерано) — супруга Мартина Бормана, одного из лидеров нацистской Германии, и дочь председателя Высшего партийного суда НСДАП Вальтера Буха. Член НСДАП, выдвинула идею введения в Германии полигамного «вынужденного брака» в интересах государства.

## Биография
Была старшим ребёнком в семье Вальтера и Эльзы Бух. По окончании Первой мировой войны её отец сблизился с национал-социалистами и сделал успешную карьеру, став председателем Высшего партийного суда НСДАП, что сыграло решающую роль в судьбе его дочери. В родительском доме Герда получила противоречивое воспитание: с одной стороны, родители строго придерживались протестантского вероисповедания, с другой стороны, с гордостью внушали детям идеи национал-социализма.
В 19 лет Герда познакомилась с имевшим судимость за соучастие в убийстве членом НСДАП Мартином Борманом. Ростом ниже девушки на голову, он не воспринимал симпатии Герды всерьёз, но в апреле 1929 года официально попросил у Вальтера Буха её руки. Бух дал своё согласие на брак дочери с большой неохотой. Свадьба Герды и Мартина Бормана состоялась 2 сентября 1929 года, свидетелями выступили Адольф Гитлер и Рудольф Гесс. В том же году Герда Борман вступила в НСДАП. У четы Борманов родилось десять детей, из которых выжило девять:
- Адольф Мартин Борман (род. 14 апреля 1930—11 марта 2013; назван в честь отца и крёстного отца — Адольфа Гитлера)
- Ильза Борман (род. 9 июля 1931—1958; выживший близнец, названа в честь крёстной Ильзы Гесс, после перелёта Рудольфа Гесса в Англию имя было изменено на Айке)
- Ирмгард Борман (род. 25 июля 1933)
- Рудольф Герхард Борман (род. 31 августа 1934; назван в честь Рудольфа Гесса, впоследствии в 1941 году имя было изменено на Гельмут)
- Генрих Гуго Борман (род. 13 июня 1936: назван в честь своего крёстного отца Генриха Гиммлера)
- Ева Ута Борман (род. 4 августа 1938: названа не в честь Евы Браун, с которой Мартин Борман не ладил)
- Герда Борман (род. 23 октября 1940)
- Фред Хартмут Борман (род. 4 марта 1942)
- Фолькер Борман (род. 18 сентября 1943—1946)

Даже в партийных кругах взаимоотношения между супругами вызывали недоумение: стоило Борману свистнуть, и Герда была тут как тут, никоим образом не страдая при этом ни от такого отношения к себе, ни от того, что супруг соблазнял женщин практически в её присутствии. Тем не менее, судя по переписке между супругами, их связывали действительно прочные чувства.
Когда роман Мартина Бормана с актрисой Маней Беренс стал достоянием общественности, вопреки всеобщим ожиданиям Герда Борман не устроила скандала и не просто закрыла на это глаза, а напротив дала на него своё согласие и всячески поддерживала мужа. В своих письмах к супруге Мартин Борман повествовал о своей измене, а Герда давала ему свои советы.
Герду Борман волновал вопрос человеческих потерь в военных условиях и будущее немецкого народа. Она была убеждена, что национал-социализму необходима радикально новая организация общества. Она размышляла над возможностями отмены моногамии и внедрения идеи вынужденного брака. В феврале 1944 года Герда Борман выступила с призывом к согражданам в интересах общества вступать в несколько браков одновременно. По её мнению, каждый член общества мужского пола должен пользоваться законным правом вступать в несколько браков. Незаконные жёны должны были жить в таких же условиях, что и законные, и супруг был обязан их посещать один раз в две недели. Внебрачные дети должны иметь равные права с рождёнными в браке, а о понятии «супружеская измена» следовало забыть. Законопроекты 1943 года предусматривали нормы, обязывавшие каждую немецкую жену родить от мужа четырёх детей, а по достижении этого количества муж вправе был заводить детей с другими женщинами.
Незадолго до краха Третьего рейха Герда бежала в Южный Тироль. Спустя несколько недель её доставили в военный госпиталь, где ей была диагностирована карцинома. Она была взята под арест западными союзниками на случай, если её супруг, в ночь с 1 на 2 мая 1945 года загадочно исчезнувший из фюрербункера, выйдет с ней на связь. 23 марта 1946 года Герда Борман умерла, но не от рака, а от отравления ртутью, использовавшейся в курсе химиотерапии. Дети Борманов были усыновлены остались священником Теодором Шмицем.

## Комментарии
1. ↑  Позже было установлено, что Мартин Борман погиб в ночь с 1 на 2 мая 1945 года при попытке прорыва из осаждённого Берлина.